# میلیون منهوف
میلیون منهوف (انگلیسی: Million Manhoef؛ زادهٔ ۳ ژانویهٔ ۲۰۰۲) بازیکن فوتبال اهل پادشاهی هلند است که در حال حاضر برای استوک سیتی در پست هافبک بازی می‌کند.
وی همچنین در تیم‌های ملی فوتبال زیر ۱۷ سال هلند، زیر ۱۷ سال هلند و زیر ۲۱ سال هلند بازی کرده است.

## دوران باشگاهی

### فیتسه
میلیون منهوف در بمستر به دنیا آمد. او فوتبال پایه را در باشگاه‌های VPV پورمرستاین، AVV زیبورخیا و آمستردامشه اف‌سی آغاز کرد و در سن ۱۵سالگی به فیتسه پیوست. منهوف در فصل ۲۰–۲۰۲۰ به تیم اصلی راه یافت و نخستین بازی خود در اردیویسه را در شکست ۲–۱ برابر آژاکس انجام داد. او در فصل ۲۲–۲۰۲۱ در ۲۰ بازی به میدان رفت و ۲ گل به ثمر رساند، با این حال فیتسه در پلی‌آف رقابت‌های اروپایی برابر ای‌زد آلکمار شکست خورد. در فصل ۲۳–۲۰۲۲، منهوف به یکی از بازیکنان کلیدی تیم تبدیل شد و با ۹ گل در ۳۴ بازی، عنوان بازیکن سال فیتسه را کسب کرد. در فصل ۲۴–۲۰۲۳، فیتسه با بحران مالی روبه‌رو شد و در حالی‌که در قعر جدول قرار داشت، گزارش‌هایی از علاقهٔ باشگاه‌های انگلیسی به جذب منهوف منتشر شد.

### استوک سیتی
منهوف در ۱ فوریه ۲۰۲۴ با قراردادی سه‌ساله و نیمه به استوک سیتی در چمپیونشیپ انگلیس پیوست. مبلغ این انتقال اعلام نشد. او در ۱۰ فوریه ۲۰۲۴ نخستین بازی خود را برای استوک در شکست ۳–۱ برابر بلکبرن راورز انجام داد. در حالی‌که تیم در هفته‌های پایانی فصل ۲۴–۲۰۲۳ برای بقا می‌جنگید، منهوف گل‌های مهمی برابر پلیموث آرگیل و وست برومویچ آلبیون به ثمر رساند. او همچنین در روز پایانی فصل، دو بار در پیروزی ۴–۰ برابر بریستول سیتی گلزنی کرد تا استوک با قرار گرفتن در رتبهٔ هفدهم در لیگ باقی بماند. منهوف در فصل ۲۵–۲۰۲۴ بازیکن ثابت تیم بود و در ۳۸ بازی به میدان رفت و ۷ گل زد؛ استوک در روز پایانی فصل بقای خود را قطعی کرد.

## زندگی شخصی
او فرزند سورینامی‌تبار هلندی و مبارز بازنشستهٔ هنرهای رزمی ترکیبی و کیک‌بوکسور، ملوین منهوف است. منهوف در کودکی همانند پدرش تمرین کیک‌بوکسینگ را آغاز کرد، اما بعدها تمرکز خود را بر فوتبال گذاشت. او در هلند متولد شده و اصالتی سورینامی و اندونزیایی دارد.